# Championnat d'Allemagne de football de deuxième division
Pour les articles homonymes, voir 2. Bundesliga.
La 2. Bundesliga (abréviation en allemand de zweite Bundesliga, en français deuxième ligue fédérale) est le championnat professionnel allemand de football de deuxième division. Cette compétition créée en 1974 se joue en deux groupes (Nord et Sud) de 1974 à 1981, puis en poule unique depuis 1981. Jusqu'en 1981, il n'y a pas de champion. En 1991-1992, intégration de six clubs d'Allemagne de l'Est oblige, la 2. Bundesliga se joua à deux groupes de douze équipes. Le club ayant le plus remporté le championnat est le FC Nuremberg avec 4 titres.

## Formule de la compétition
Jusqu'à l'édition 2007-2008, les trois premiers du classement final sont promus en 1. Bundesliga et sont remplacés par les trois derniers de cette même division. En bas de tableau, les quatre derniers sont relégués en Regionalliga Nord et en Regionalliga Sud. Ils sont remplacés par les deux premiers de chaque Regionalliga (nord et sud).
À partir de l'édition 2008-2009, les deux premiers du classement final sont promus en 1. Bundesliga et sont remplacés par les deux derniers de cette même division. Un match de barrage aller-retour oppose le troisième du classement final de la 2. Bundesliga au seizième du classement final de la 1. Bundesliga. En bas du tableau, les deux derniers sont relégués dans la nouvelle 3. Liga et sont remplacés par les deux premiers de cette même division. Un match de barrage aller-retour oppose le troisième du classement final de la 3. Liga au seizième du classement final de la 2. Bundesliga.

## Histoire

### De 1903 à 1974
Le football allemand resta exclusivement inféodé aux fédérations régionales jusqu'en 1933. Ce fut le régime nazi  qui provoqua le premier changement notable.
Dès leur arrivée au pouvoir, Hitler et le NSDAP transformèrent l'Allemagne en État totalitaire. Afin d'exercer un contrôle sur toutes les facettes du pays et de ses composantes, les Nazis réorganisèrent toutes les activités selon leur volonté. Le sport n'échappa pas à la mainmise dictatoriale du parti hitlérien. Le DRL (Ministère nazi des sports) fut alors créé et placé sous la direction d'un Reichsportführer (Hans von Tschammer und Osten). Parmi les mesures prises, il y eut la réforme immédiate des compétitions de football et la création des Gauligen, seize séries régionales dont le champion participe à la phase finale nationale. Chaque Gauliga a donc le rang de Division 1.
Après la fin de la Seconde Guerre mondiale, la Deutscher Fussball Bund retrouve son autorité et ses prérogatives. Les compétitions reprirent avec la création de cinq ligues supérieures (Oberligen) ayant statut de Division 1 et dont les champions (et parfois les vice-champions) disputent le titre national.
En 1963, la DFB crée la première ligue nationale unique, la Bundesliga. Dans un premier temps, le 2e niveau de la hiérarchie reste démarqué des fédérations régionales et prend le nom de Regionalliga (le terme Oberliga n'est alors plus employé pendant plusieurs saisons). Ce n'est qu'à la fin de la saison 1973-1974 que le football allemand posséde un 2e niveau national à part entière et unifié, la Zweite Bundesliga (ou 2. Bundesliga).

### Deux groupes (1974-1981)
C'est pour combler l'énorme différence de niveau entre la Bundesliga professionnelle et les cinq divisions de Regionalliga (composées de clubs amateurs ou semi-professionnels) et diminuer les risques de faillite des clubs relégués de l'élite, que la DFB décida la création de la 2.Bundesliga.
De sa création en 1974 jusqu'au terme de la saison 1980-1981, elle se compose de deux séries de vingt clubs (Nord et Süd). Le champion de chaque série était promu directement, un match de barrage opposant les deux vice-champions pour désigner un 3e montant.
Selon la localisation géographique des équipes reléguées de la Bundesliga, le nombre de clubs de chaque série varia entre 20 et 22 équipes.

### Poule unique (depuis 1981)
À l'occasion de la saison 1981-1982, la 2. Bundesliga fut ramenée à une seule série de 24 clubs. La saison suivante, le nombre de clubs présents fut ramené à 20.

### L'intégration des Allemands de l'Est
Après la réunification allemande, la 2.Bundesliga compta 24 clubs lors de la saison 1991-1992. Exceptionnellement, à la suite de l'intégration des équipes de l'ex-RDA, la 2. Bundelisga fut répartie en deux séries de douze formations l'espace d'une saison, qui se joua en deux phases. Le total de participants fut réduit à 20 clubs après une saison, et enfin à 18 après deux exercices.
Les deux premiers clubs de l'ancienne DDR-Oberliga 1990-1991 (Hansa Rostock et le Dynamo Dresde) furent admis en Bundesliga. Les clubs classés de la troisième à la huitième place de ce même championnat (VfB Leipzig, Chemnitzer FC, FC Carl Zeiss Iéna, FC Rot-Weiss Erfurt, Hallescher FC et BSV Stahl Brandenburg) furent admis en 2. Bundesliga qui se joua en deux poules de douze clubs. les autres clubs est-allemands furent reversés en 3e niveau (Regionalliga).

## Relations avec l'étage inférieur

### De 1974 à 1978
Lors de sa création, la 2. Bundesliga était hiérarchiquement supérieure à de nombreuses ligues. Les fédérations régionales du Nord (NFV) et celle de Berlin-Ouest (BFV) avaient créé une "Oberliga" regroupant les meilleures formations amateurs de leur zone d'influence. Par contre, les trois autres fédérations régionales (Ouest, Sud-Ouest et Sud) ne suivirent pas immédiatement le mouvement et disposaient chacune de plusieurs ligues situées au niveau 3.

#### Ligues de niveau 3 sous la 2. Bundesliga Nord (jusqu'en 1978)
- Norddeutscher Fußball-Verband (NFV) 
  - Oberliga Nord
- Berliner Fußball-Verband (BFV)
  - Oberliga Berlin
- Westdeutscher Fußball-und Leichtathletikverband (WFLV)
  - Verbandsliga Mittelrhein
  - Verbandsliga Niederrhein
  - Verbandsliga Westfalen (2 groupes)

#### Montée vers la 2. Bundesliga Nord (jusqu'en 1978)
Pas de montant direct. Un tour final regroupa 6 équipes en 1975 et 1976 puis huit formations en 1977 et 1978. Cette compétition désigna à chaque fois quatre montants (seulement 3 en 1977).

#### Ligues de niveau 3 sous la 2. Bundesliga Sud (jusqu'en 1978)
- Fußball-Regional-Verband Südwest (FRVS) 
  - Verbansdliga Rheinland
  - Verbandsligan Saarland
  - Verbandsliga Südwest
- Süddeutscher Fußball-Verband (SFV)
  - Verbandsliga Bayern (ou Bayernliga)
  - Verbandsliga Hessen (ou Hessenliga)
  - Verbandsliga Nordbaden
  - Verbandsliga Nordwürtemberg
  - Verbandsliga Südbaden

#### Montée vers la 2. Bundesliga Süd (jusqu'en 1978)
Champion de la Verbandsliga Bayern et de la Verbandsliga Hessen étaient promus directement. Un tour final, joué en deux zones, regroupa les champions des autres Verbandsligen. Une mini-compétition pour la zone Sud-Ouest désigna un montant, un autre tournoi regroupait les champions des  trois séries du Bade-Würtemberg pour offrir une place au 2e niveau.

### De 1978 à 1981
En vue de la saison 1978-1979, une réforme des ligues amena la constitution des 

#### Ligues de niveau 3 sous la 2. Bundesliga Nord (1978-1981)
- Norddeutscher Fußball-Verband (NFV) 
  - Oberliga Nord (Niveau 3 de 1974 à 1994)
- Berliner Fußball-Verband (BFV)
  - Oberliga Berlin (Niveau 3 de 1974 à 1994)
- Westdeutscher Fußball-und Leichtathletikverband (WFLV)
  - Oberliga Nordrhein
  - Oberliga Westfalen

#### Ligues de niveau 3 sous la 2. Bundesliga Süd (1978-1981)
- Fußball-Regional-Verband Südwest (FRVS)
  - Oberliga Südwest
- Süddeutscher Fußball-Verband (SFV)
  - Oberliga Baden-Württemberg (Niveau 3 de 1978 à 1994)
  - Oberliga Bayern (Niveau 3 de 1978 à 1994)
  - Oberliga Hessen (Niveau 3 de 1978 à 1994)

#### Montée vers la 2. Bundesliga Nord et Süd (1978-1981)
En 1979 et 1980, les champions de chaque Oberliga (sauf Berlin) furent promus directement dans la 2. Bundesliga qui les concernait. Le champion berlinois devait se qualifier via un barrage contre le vice-champion de l'Oberliga Nord.
En 1981, il n'y eut aucun montant en raison de la réduction de la 2. Bundesliga à série unique.

### De 1981 à 1994
Au terme de la saison 1980-1981, la 2. Bundesliga fut donc réduite à une seule série.

#### Ligues de niveau 3 sous la 2. Bundesliga (1981-1994)
Les huit Oberligen actives précédemment restèrent identiques

#### Montée vers la 2. Bundelisga (1981-1994)
Plus de montant direct. Retour à un tour final regroupa les huit champions d'Oberliga. Cette mini-compétition se déroula en deux zones groupes géographiques Nord et Süd. Annuellement, les montants vers le 2e niveau furent donc équitablement répartis (2 pour le Nord et 2 pour le Sud).
Après la Chute du Mur de Berlin, lors de la saison 1990-1991, le tour final fut complété d'une troisième zone appelée "Nord-Est" (2 groupes). La saison suivante une "neuvième Oberliga" fut créée l'Oberliga Nordost qui fut répartie initialement en trois groupes (Nord, Centre et Süd). La formule du tour final de promotion fut adapté, avec une fois la participation de "barragistes" de 2. Bundesliga.

### De 1994 à 2008
Au terme de la saison 1993-1994, une nouvelle réforme des ligues restructura le 3e niveau. Celui-ci devint les Regionalliga et fut partagé en quatre séries. Les séries d'Oberliga reculèrent au niveau 4.

#### Ligues de niveau 3 sous la 2. Bundesliga (1994-2008)
- Regionalliga Nord (Niveau 3 de 1994 à 2008)
- Regionalliga Süd (Niveau 3 de 1994 à 2008)
- Regionalliga West-Südwest (Niveau 3 de 1994 à 2000)
- Regionalliga Nordost (Niveau 3 de 1994 à 2000)

En vue de la saison 2000-2001, le Regionalliga fut réduie de 4 à 2 séries.

#### Montée vers la 2. Bundesliga (1981-1994)
Les quatre champions des séries de Regionalliga furent promus. À partir de 2001, les deux champions et les deux vice-champions gagnèrent le droit de monter.

### Depuis 2008
Depuis la saison 2008-2009, la 2. Bunsdesliga est directement supérieure à la 3. Liga instaurée comme "Division 3" unique.

## Records
- Le joueur ayant participé au plus grand nombre de matchs dans la ligue est Willi Landgraf avec 508 matchs.
- Le joueur ayant marqué le nombre le plus élevé de buts dans le championnat est Simon Terodde avec 157 buts[1].

## Trophée
Depuis la saison 2008-2009, le Champion de 2.Bundesliga (D2 allemande) reçoit aussi un trophée spécifique. Le SC Freiburg fut le premier à le recevoir. Il s'agit aussi d'une "assiette", un peu plus petite (50 cm) et plus légère (8 kg) que le trophée du champion national. Le nom de tous les vainqueurs de la 2.Bundesliga depuis 1982 sont gravés.
Cette récompense est aussi l'œuvre d'Adolf Kunesch. Le trophée présente 7 rayons que l'artiste considère comme essentiel pour remporter un championnat : la passion, l'esprit d'équipe, des nerfs solides, la volonté de gagner, la technique, la tactique et la persévérance.

## Palmarès
Les clubs en lettres grasses furent promus en Bundesliga.

### De 1974 à 1981
Durant cette période, le champion de chaque groupe et le vainqueur d'un barrage entre les deux vice-champions furent promus parmi l'élite.
| Saisons   | Champions                                              | Vice-champions                                       |
| --------- | ------------------------------------------------------ | ---------------------------------------------------- |
| 1974-1975 | Hanovre 96 (Nord) Karlsruher SC (Sud)                  | Bayer 05 Uerdingen (Nord) FK 03 Pirmasens (Sud)      |
| 1975-1976 | Tennis Borussia Berlin (Nord) 1. FC Sarrebruck (Sud)   | BV 09 Borussia Dortmund (Nord) 1. FC Nuremberg (Sud) |
| 1976-1977 | FC Sankt Pauli (Nord) VfB Stuttgart (Sud)              | DSC Arminia Bielefeld (Nord) TSV 1860 München (Sud)  |
| 1977-1978 | DSC Arminia Bielefeld (Nord) SV Darmstadt 98 (Sud)     | Rot-Weiss Essen (Nord) 1. FC Nuremberg (Sud)         |
| 1978-1979 | Bayer Leverkusen (Nord) TSV 1860 Munich (Sud)          | Bayer 05 Uerdingen (Nord) SpVgg Bayreuth (Sud)       |
| 1979-1980 | DSC Arminia Bielefeld (Nord) (2) 1. FC Nuremberg (Sud) | Rot-Weiss Essen (Nord) Karlsruher SC (Sud)           |
| 1980-1981 | Werder Brême (Nord) SV Darmstadt 98 (Sud) (2)          | Eintracht Brunswick (Nord) Kickers Offenbach (Sud)   |

### De 1981 à 1991
Durant cette période, les deux premiers de 2. Bundesliga furent promus en Bundesliga. Annuellement un barrage opposa le 3e classé de 2. Bundelisga au 16e classé de l'élite pour une place dans la plus haute division.
| Saisons   | Champions              | Vice-champions       | Troisième              |
| --------- | ---------------------- | -------------------- | ---------------------- |
| 1981-1982 | FC Schalke 04          | Hertha BSC Berlin    | Kickers Offenbach      |
| 1982-1983 | SV Waldhof Mannheim 07 | Kickers Offenbach    | Bayer 05 Uerdingen     |
| 1983-1984 | Karlsruher SC (2)      | FC Schalke 04        | MSV Duisbourg          |
| 1984-1985 | 1. FC Nuremberg (2)    | Hanovre 96           | 1. FC Sarrebruck       |
| 1985-1986 | FC Hombourg            | SV Blau-Weiss Berlin | SC Fortuna Cologne     |
| 1986-1987 | Hanovre 96 (2)         | Karlsruher SC        | FC Sankt Pauli         |
| 1987-1988 | SV Stuttgarter Kickers | FC Sankt Pauli       | SV Darmstadt 98        |
| 1988-1989 | Fortuna Düsseldorf     | FC Hombourg          | 1. FC Sarrebruck       |
| 1989-1990 | Hertha BSC Berlin      | SG Wattenscheid 09   | 1. FC Sarrebruck       |
| 1990-1991 | FC Schalke 04 (2)      | MSV Duisbourg        | SV Stuttgarter Kickers |

### Saison 1991-1992
Disputée exceptionnellement en deux groupes et en deux phases, à la suite de l'intégration de clubs de l'ex-RDA.
| Saisons   | Champions                                            | Vice-champions                                    |
| --------- | ---------------------------------------------------- | ------------------------------------------------- |
| 1991-1992 | Bayer 05 Uerdingen (Nord) 1. FC Sarrebruck (Sud) (2) | VfB Oldenburg (Nord) SV Waldhof Mannheim 07 (Sud) |

### De 1992 à 2008
De 1992 à 2008, les trois premiers de 2. Bundesliga furent promus directement en Bundesliga.
| Saisons   | Champions                 | Vice-champions            | Troisièmes          |
| --------- | ------------------------- | ------------------------- | ------------------- |
| 1992-1993 | SC Fribourg               | MSV Duisbourg             | VfB Leipzig         |
| 1993-1994 | VfL Bochum                | Bayer 05 Uerdingen        | TSV 1860 Munich     |
| 1994-1995 | FC Hansa Rostock          | FC Sankt Pauli            | Fortuna Düsseldorf  |
| 1995-1996 | VfL Bochum (2)            | DSC Arminia Bielefeld     | MSV Duisbourg       |
| 1996-1997 | 1. FC Kaiserslautern      | VfL Wolfsbourg            | Hertha BSC Berlin   |
| 1997-1998 | Eintracht Francfort       | SC Fribourg               | 1. FC Nuremberg     |
| 1998-1999 | DSC Arminia Bielefeld (3) | SpVgg Unterhaching        | SSV Ulm 1846        |
| 1999-2000 | 1. FC Cologne             | VfL Bochum                | FC Energie Cottbus  |
| 2000-2001 | 1. FC Nuremberg (3)       | Borussia Mönchengladbach  | FC Sankt Pauli      |
| 2001-2002 | Hanovre 96 (3)            | DSC Arminia Bielefeld     | VfL Bochum          |
| 2002-2003 | Borussia Dortmund         | 1. FC Cologne             | Eintracht Francfort |
| 2003-2004 | 1. FC Nuremberg (4)       | DSC Arminia Bielefeld     | 1. FSV Mayence 05   |
| 2004-2005 | 1. FC Cologne (2)         | MSV Duisbourg             | Eintracht Francfort |
| 2005-2006 | VfL Bochum (3)            | Alemannia Aix-la-Chapelle | FC Energie Cottbus  |
| 2006-2007 | Karlsruher SC (3)         | FC Hansa Rostock          | MSV Duisbourg       |
| 2007-2008 | Borussia Mönchengladbach  | TSG 1899 Hoffenheim       | 1. FC Cologne       |

### Depuis 2008
Depuis la saison 2008-2009, les deux premiers de 2. Bundesliga sont promus en Bundesliga. Le 3e classé dispute un barrage contre le 16e classé de l'élite, pour une place dans la plus haute division.
| Saisons   | Champions                 | Vice-champions      | Troisièmes             |
| --------- | ------------------------- | ------------------- | ---------------------- |
| 2008-2009 | SC Fribourg (2)           | FSV Mayence 05      | FC Nuremberg           |
| 2009-2010 | FC Kaiserslautern (2)     | FC Sankt Pauli      | FC Augsbourg           |
| 2010-2011 | Hertha BSC Berlin (2)     | FC Augsbourg        | VfL Bochum             |
| 2011-2012 | SpVgg Greuther Fürth      | Eintracht Francfort | Fortuna Düsseldorf     |
| 2012-2013 | Hertha BSC Berlin (3)     | Eintracht Brunswick | FC Kaiserslautern      |
| 2013-2014 | FC Cologne (3)            | SC Paderborn        | SpVgg Greuther Fürth   |
| 2014-2015 | FC Ingolstadt 04          | SV Darmstadt 98     | Karlsruher SC          |
| 2015-2016 | SC Freiburg (3)           | RB Leipzig          | FC Nuremberg           |
| 2016-2017 | VfB Stuttgart (2)         | Hannover 96         | Eintracht Braunschweig |
| 2017-2018 | Fortuna Düsseldorf (2)    | 1. FC Nuremberg     | Holstein Kiel          |
| 2018-2019 | 1. FC Cologne (4)         | SC Paderborn 07     | 1. FC Union Berlin     |
| 2019-2020 | DSC Arminia Bielefeld (2) | VfB Stuttgart       | 1. FC Heidenheim 1846  |
| 2020-2021 | VfL Bochum (4)            | Greuther Fürth      | Holstein Kiel          |
| 2021-2022 | Schalke 04 (3)            | Werder Brême        | Hambourg SV            |
| 2022-2023 | 1. FC Heidenheim 1846     | SV Darmstadt 98     | Hambourg SV            |
| 2023-2024 | FC St. Pauli              | Holstein Kiel       | Fortuna Düsseldorf     |
| 2024-2025 | 1. FC Cologne (5)         | Hambourg SV         | SV Elversberg          |